# Tewecja peruwiańska

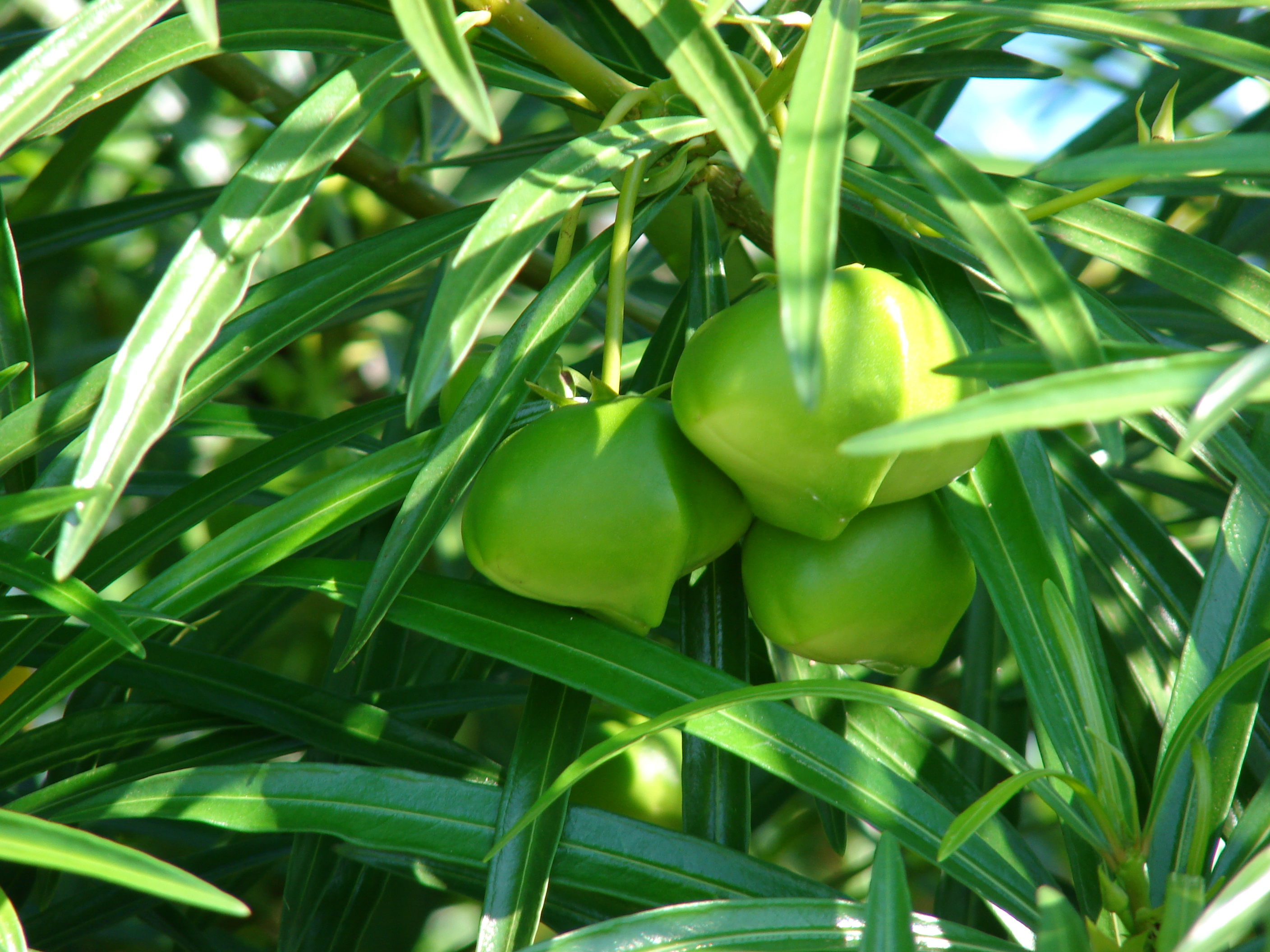
Owoce

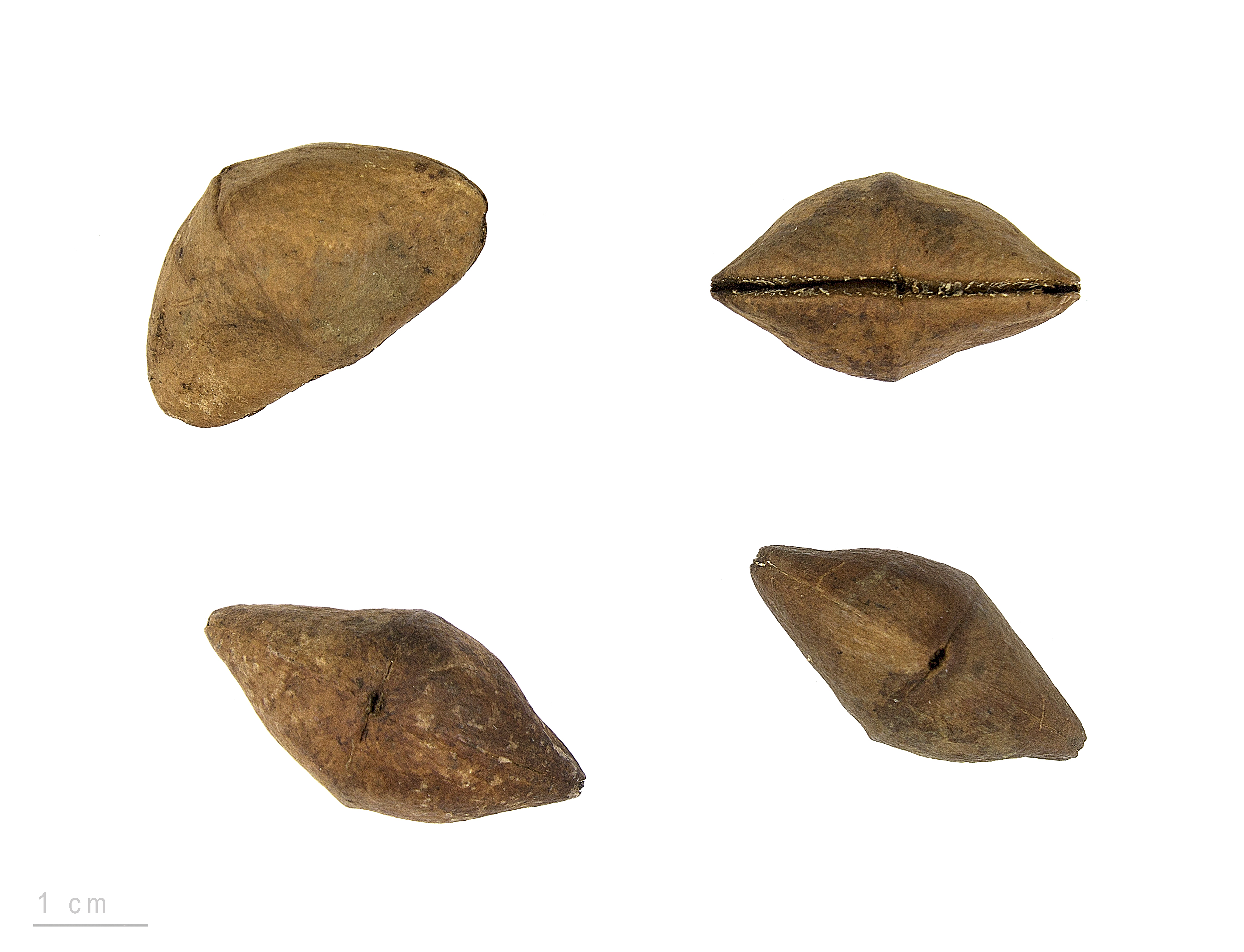
Thevetia peruviana

Tewecja peruwiańska (Cascabela thevetia) – gatunek rośliny z rodziny toinowatych, pochodzący z tropikalnych rejonów Ameryki. Roślina zawiera silnie trujący sok mleczny. Najbardziej toksyczne są nasiona. Zawarty w nich glikozyd nasercowy może spowodować śmierć po spożyciu nawet tylko jednego owocu.

## Morfologia
PokrójSilnie rozgałęziony krzew osiągający wysokość do 9 m (w uprawie do 4).
LiścieNaprzemianległe, skórzaste, o długości do 15 cm, szerokości do 1,5 cm.
Kwiaty5-krotne, początkowo ciasna rurka koronowa nagle rozszerza się, przechodząc w śrubowato skręcone płatki. Kwiaty barwy najczęściej żółtej, rzadziej białej lub czerwonawej.
OwocePłasko-elipsoidalne do zaokrąglonych piramidalnych, długości ok. 3 cm i szerokości 3–4 cm. Dojrzałe ciemnoczerwone, zawierają 2–4 nasiona.

## Zastosowanie
- Rozcieńczony sok mleczny wykorzystywany jest w ludowej medycynie Meksyku. Nierozcieńczony stosowany do ogłuszania ryb.
- Fragmenty owocu służą do wypełniania bransoletek-grzechotek, zakładanych na kostki przez tancerzy[7].
- W Azji kwiaty (hindi: कनेर kaner) ofiarowuje się podczas hinduistycznych i buddyjskich obrzędów religijnych.